# EZアプリ (Java)
EZアプリ (Java)（イージーアプリ ジャバ）はKDDIおよび沖縄セルラー電話の各auブランドが2001年7月〜2004年6月の間に発売されていた端末に提供していた、EZweb対応携帯電話の一部で実行できるJavaアプリケーションおよびサービスである。当初はezplusと呼ばれていたが、2003年7月にEZアプリ (Java)に改称した。本項ではさらに2011年2月からフィーチャーフォン向けに提供しているEZアプリ （J）もまとめて記載する。2007年から提供しているオープンアプリプレーヤーはそちらの項目を参照。

## 概要
2001年7月に発売されたC451H（日立製作所製）の端末で初めて搭載された。EZアプリ (Java)の実体はS!アプリと同様に Mobile Information Device Profile(MIDP)にしたがって作成されたJavaアプリケーションであり、iアプリで使われているDoJaプロファイルとは異なっている。
携帯電話の電話帳情報などの制御が可能だが、これらの機能はセキュリティの関係上、一般には公開されていない。しかし、これらの機能を利用しないアプリであれば勝手サイトに公開されているアプリもダウンロードして利用できる。ただ、EZアプリ (Java)の実行速度はiアプリやS!アプリなどに比べ非常に遅く、一部の利用者から批判があった。このため、SH-mobileを搭載し、実行速度を改善した機種もある。
対応端末が増えて行くにつれ、様々な改善等がなされたが、iアプリDXのようにサービス名が加わることはなく、バージョンに相当する"Phase"が用いられた。
2003年からJavaより実行速度が速く、表現力があるEZアプリ (BREW)へ移行し始め、2004年6月に発売されたA5407CAを最後にEZアプリ (Java)に対応した端末は発売されていない。
2006年10月10日、KDDIは2007年春以降発売の端末（W51シリーズ以降）にJava（MIDP2.0準拠）で作成されたアプリケーションの再生機能である「オープンアプリプレイヤー」を搭載すると発表した。「オープンアプリプレイヤー」はBREW上で動作するが、既存の端末では利用できない。またKCP+対応機種を含むW5×シリーズ以降でも、簡単ケータイシリーズ全機種やmamorinoを含む安心ジュニアケータイシリーズ全機種、W51P、W52T、MEDIA SKIN（W52K）、W52SH、W62K、W63K、Sportio water beat、NS01、NS02、misora、PLY、SA001、T003、PRISMOIDなど一部機種では「オープンアプリプレイヤー」に非対応となっている。また、オープンアプリはau独自拡張が搭載されておらず、EZアプリ (Java)のサブセットである。
2011年春モデルT006より、かつての独自拡張を削り、オープンアプリプレイヤーをベースに新たに3Dグラフィックの描画機能やアプリデータをSDカードに書き込む機能を追加したほか、メモリ容量やアプリのサイズを増やした上で、EZアプリ （J）として復活した。
EZアプリ (Java)が、ezplusと呼称されていた時期にはゲームソフト向けコントローラであるezplusコントローラも発売されていた。こちらはJava専用ではなく、携帯電話に配されたの各スイッチと同様の操作が行えるハードウェアであるため、携帯電話本体の操作をはじめ、非公式ながら後継のBREWアプリとの組み合わせでも使用する事ができる。

## 開発環境
Javaの実行環境には様々なエディションが存在するが、EZアプリ (Java)の場合は次のコンポーネントを必要としている。
- Java 2 Platform Standard Edition Version 1.3 及びそれ以降 （以下、J2SE）
- J2ME Wireless Tool Kit （以下、J2ME）
- KJX作成ツール

上二つはオラクルから、下はauのウェブサイトから無償で入手することができる。

## 対応端末と機能比較
EZアプリ (Java)の対応機種は以下の通りである。Phase3及び(*)のついた端末はSH-mobileを搭載している。
| バージョン | 対応機種 | 前バージョンとの変更点                                                      |
| ---------- | --- | --------------------------------------------------------------------------- |
| Phase1     | C450シリーズ(C451H, C452CA) | -                                                                           |
| Phase2     | C3000シリーズ(C3001H, C3002K, C3003P) C5000シリーズ(C5001T) A3000シリーズ(A3011SA, A3012CA, A3013T, A3014S)                                                    | HTTP通信 Webサイト(URL to)、Eメール(Mail to)、電話(Phone to)連携機能 他     |
| Phase2.5   | A3000シリーズ(A3015SA)(※一部機能のみ対応) A5300シリーズ(A5301T, A5302CA, A5303H(*), A5303HII(*), A5305K(*)) A5400シリーズ(A5401CA, A5401CA II, A5402S, A5404S) | 一時停止機能 SMAFPhraseデータ再生機能 Javaアプリ待受設定とイベントの取得 他 |
| Phase3     | A5400シリーズ(A5403CA, A5406CA, A5407CA) W11シリーズ(W11K, W11H)                                                                                               | カメラ制御 3Dポリゴン/2Dスプライト描写 QVGA対応 他                          |

EZアプリ（Java）はアプリックスのmicroJBlendを搭載しており、CLDC, MIDP 1.0, JBlend 独自拡張, KDDI 独自拡張の API があった。
EZアプリ（J）は以下の API に対応
- CLDC 1.1
- MIDP 2.0
- FileConnection (JSR 75)
- Location API for J2ME (JSR 179) (2011年秋冬の一部端末より利用可能)
- com.mascotcapsule.micro3d.v3 - マスコットカプセル（独自拡張）
- com.kddi.oap.opgl - OpenGL ES 1.1 バインディング（独自拡張）
- com.kddi.oap.graphics - ImageConverter クラスのみ（独自拡張）

## 非対応機種（2009年11月現在）
以下の機種はアプリ機能非対応、又はEZアプリ (BREW)対応機種であるため、EZアプリ (Java)は使用できない。
- talby
- INFOBAR
- A1000シリーズ(A1304T, A1402S他)
- A5300シリーズ(A5304T, A5306ST)
- A5400シリーズ(A5405SA)
- A5500シリーズ(A5501T, A5502K, A5503SA, A5504T, A5505SA, A5506T他)
- W2xシリーズ及びそれ以降の機種(W21H, W21S, W21SA, W21K, W21T, W21CA、W22H、W22SA、W31K、W31SA他)

## 同等サービス
- オープンアプリプレーヤー - KDDI
- S!アプリ - ソフトバンク
- iアプリ - ドコモ